# Binchun
Binchun (斌椿; Bīnchun), född 1804, död 1871, var en manchurisk tjänsteman på det kinesiska tullverket som 1866 blev skickad till västvärlden för att lära och stärka relationerna mellan Kina och väst.
Binchun reste 1866 som sextiotreåring till många länder såsom Frankrike, Storbritannien, Nederländerna, Danmark, Sverige och Finland. Det var första gången i modern tid som Kina skickade delegater till västvärlden. Binchun besökte stora mängder fabriker, palats och andra inrättningar och träffade mycket olika folk. Bland annat träffade han Viktoria av Storbritannien. Binchun besökte Stockholm under Konst och industriutställningen 1866 Stockholm Expo.
När Binchun återvände till Kina befordrade Änkekejsarinnan Cixi honom till Direktör för västerländska studier på den nyöppnade skolan Tongwen Guan i Peking. Binchun avled 1871.